# Abd al-Aziz ibn Mansur
Abd al-Aziz ibn Mansur był władcą z dynastii Hammadydów w Algierii w latach 1105–1121.